# Gunderik
Gunderik (ca. 380-428), was koning van de Vandaalse Asdingen (406-428) en van de Alanen vanaf 426. Hij was de oudste zoon van Godigisel, onder wiens leiding de Asdingen het Romeinse Rijk binnendrongen. Godigisel sneuvelde in Gallië in 406 tijdens een gevecht met de Romeinen waarna Gunderik hem opvolgende als koning.

## Trektocht door Gallië
Na een desastreus verlopen oorlog tegen de Franken, waarin de Vandalen de onderliggende partij waren en waarin zijn vader sneuvelde, slaagde Gunderik erin met hulp van de Alanen in een beslissende slag de Rijngrens te passeren en met zijn volk het West-Romeinse rijk binnen te dringen. 
Onder zijn leiding doorkruisten de Vandalen in twee jaar tijd Gallië. Hierbij ondervonden zij in eerste instantie weinig tegenstand, omdat de meeste Romeinse troepen zich in Italië bevonden, waar oppergeneraal Stilicho iedereen nodig had in de strijd tegen Alarik I en de Visigoten. De Vandalen ontweken op hun trektocht zo veel mogelijk de Romeinse strijdkrachten en lieten de grote steden links liggen. Al plunderend en rovend voorzag het Vandaalse volk zich van leefvoer, en zij weken uit naar het zuiden toen de usurpator Constantijn III in 407 met zijn leger vanuit Brittannië overstak naar het vasteland. In 409 leidde Gunderik de Vandalen de Pyreneeën over, Spanje binnen. Ook hier ontweek hij het Romeinse leger en vestigde zich aanvankelijk in Noordwest-Spanje. Al spoedig leidde hij van daaruit de Asdingen naar het zuiden, naar dat deel van Spanje dat nu bekendstaat als Andalusië.

## Spanje

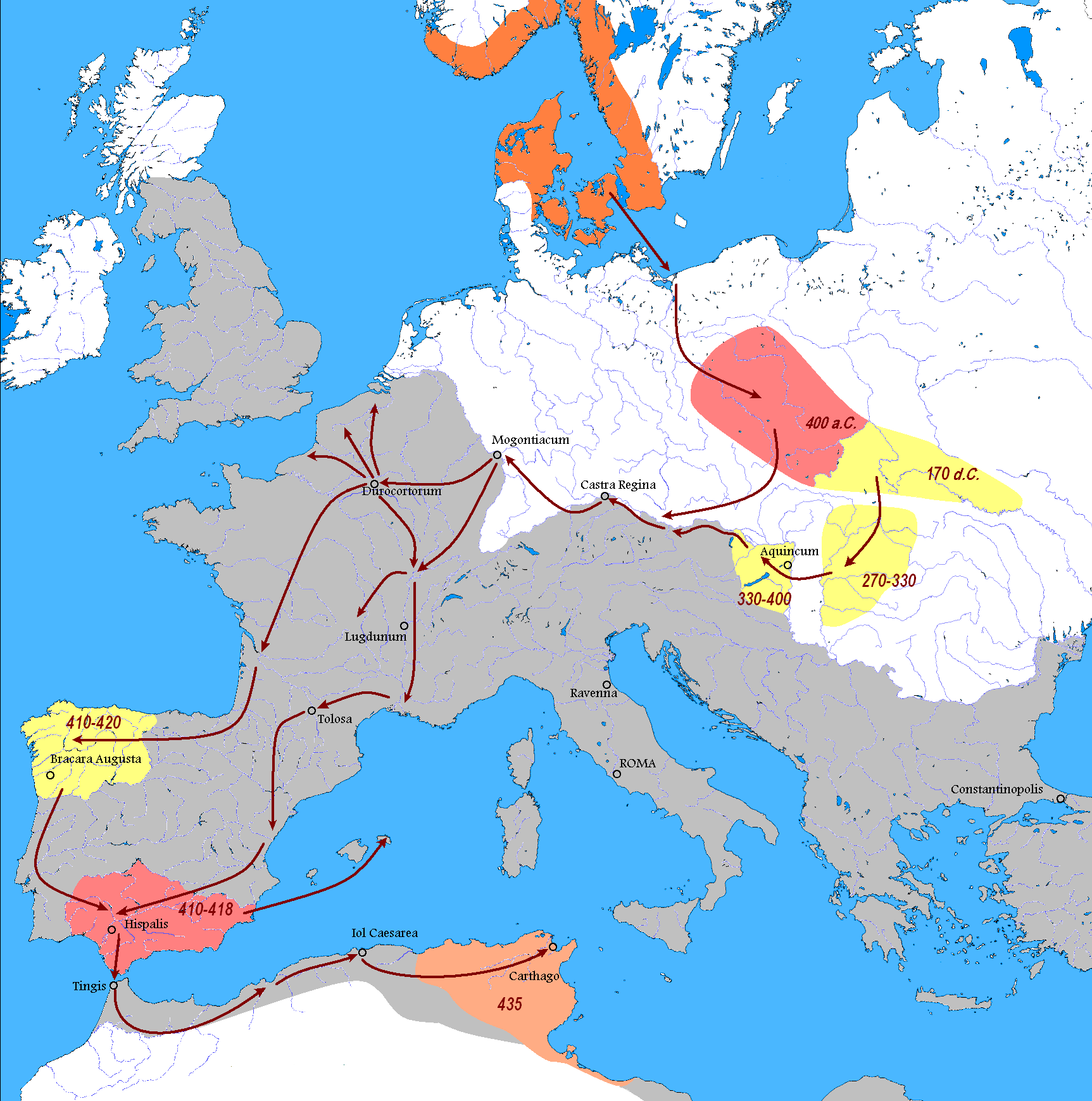
De migratie van de Vandalen

De Romeinse keizer Honorius zag in Gunderik een bondgenoot tegen zijn rivaal keizer Constantijn III en sloot met hem in 411 een verdrag. Gunderik liet zich hier niet veel aan gelegen. Evenals de naar Spanje meegereisde Silingen, Alanen en Sueven, voerden de Asdingen aanhoudend plundertochten uit. Om deze in het gareel te krijgen, lieten de Romeinen in 415 een Visigotisch leger overkomen naar Spanje om de Romeinse legersmacht daar te versterken. Dit leger ging zeer voortvarend te werk. In twee jaar tijd werden de Silingen praktisch uitgeroeid, zo dat ze ophielden te bestaan als zelfstandig volk. De Alanen in Hispania Baetica raakten zodanig verzwakt dat deze geen gevaar meer vormden. De overlevenden zouden zich bij Gunderik aansluiten. De Sueven werden naar Galicië in het noordwesten van Spanje verdreven.

### Andalusië
Vanwege politieke redenen werden de Visigoten teruggeroepen uit Spanje en bleven de Asdingen evenals de Sueven een ondergang bespaard. Omstreeks 420 verlieten de Asdingen het bergachtige Gallicië en trokken door Hispania Lusitania richting Baetica in het zuiden. In Baetica kregen de (Vandalen) steeds meer vaste voet. De keizerlijke stadhouder in Spanje, magister militum Castinus was zonder de hulp van de Visigoten niet in staat om de Vandalen te verslaan. In 422 werd het Romeinse leger verpletterend verslagen in Baetica en veroverde Gunderik Carthagena waardoor hij heer en meester werd in Baetica.

### Visigoten
De Visigoten die van de Romeinen een vestigingsgebied hadden gekregen in Aquitanië ten noorden van de Pyreneeën, kregen steeds meer belangstelling voor Spanje ten zuiden van de Pyreneeën. Met de strijd om de troon die na dood van keizer Honorius uitbrak, raakte het rijk in een grote crisis. Het Romeins gezag viel op verschillende plekken weg. De Visigoten kwamen in Gallië in opstand en konden ongehinderd hun gezag uitbreidden naar Spanje. Gedurende de laatste jaren van Gunderiks bewind raakten de Vandalen steeds vaker in gevecht met de Visigoten. Meestal dolven de Vandalen het onderspit, want de Visigoten waren numeriek in de meerderheid. 

## Dood
Sommige 19e eeuwse historici interpreteerden Hydatius vermeldingen van Gotische campagnes verkeerd en veronderstelden dat Gunderik daarbij werd omgebracht. Moderne historici hebben dit grotendeels verworpen, omat er geen directe bronnen zijn die dit bevestigen. Prosper Tiro schreef slechts dat Gunderik stierf in 428 en dat zijn broer Geiserik het koningschap op zich nam. Onder Geiserik lieten de Vandalen Spanje voor de Visigoten en gingen zij in 429 scheep naar Afrika.
Wisimar · Godigisel · Gunderik · Geiserik · Hunerik · Gunthamund · Thrasamund · Hilderik · Gelimer